# Лежа (город)
Ле́жа (алб. Lezhë, Lezha) — город на севере Албании. Административный центр области Лежа. Население 18 695 (2006, оценка).

## География
Расположен на реке Дрин, недалеко от места её впадения в Дринский залив.

## История
Город Лиссос (др.-греч. Λισσός, лат. Lissus) основан тираном Сиракуз Дионисием I Старшим около 385 года до н. э. в рамках его стратегии по обеспечению безопасности сиракузских торговых путей вдоль Адриатики. Во времена Римской империи входил в состав провинции Иллирик.
В 211 году до н. э. Филипп Македонский захватил цитадель Акролиссоса, и Лиссос сдался ему. Позднее город был восстановлен иллирийцами. Именно в Лиссосе Персей Македонский договорился о союзе против Рима с иллирийским королём Гентиусом, и из него же Гентиус направил свою армию против римлян. Лиссос сохранил большую степень муниципальной автономии под властью македонцев и иллирийцев, о чём свидетельствуют чеканенные там монеты. Город имел какое-то значение во время гражданской войны в Риме, когда его захватил Марк Антоний, а затем оставался верным Цезарю. В римские времена город был частью провинции Эпир-Нова.
На руинах акрополя в X веке был построен средневековый замок, превративший Лежу в настоящий административный центр. Наиболее точное описание было дано византийским историком, который назвал замок Elissonit «висящим в воздухе» и «правым глазом» Дурреса.
С распадом Византийской империи в XIV веке, частью которой был и город, началась ожесточённая борьба северных албанских князей. Вследствие междоусобицы, крепость переходила из рук в руки в зависимости от перевеса сил правящих семей. Однако исторические документы, предшествовавшие этому периоду, представляют великую семейную династию Лежи (прогонскую и танушскую ветви клана Дукаджини), как правителей замка.
В 1393 году семья сдала крепость венецианцам, расширявшим своё влияние на восточном побережье Адриатического и Ионического морей. Семья Дукаджини укрепила свой политический, экономический и социальный статус правящего клана, удерживая 1/3 доходов города по соглашению с Венецией.
В 1478 году замок был захвачен османами, а затем — в 1521 году — перестроен султаном Сулейманом I.
Лежа в 1444 году была местом съезда албанских князей под руководством Георга Кастриоти Скандербега. На съезде была создана Лежская лига для борьбы с Османской империей. Скандербег похоронен в мечети Селимие (бывшей церкви Святого Николая).
Был известен под итальянским названием Алессио (итал. Alessio).
В ходе Первой Балканской войны к середине ноября 1912 года город захватила Черногория. Однако по условиям Лондонского и Бухарестского мирных договоров 1913 года Черногория не получила Лежу.

## Достопримечательности
- Мечеть Селимие — бывшая церковь, затем мечеть, ныне мемориал албанского национального героя Скандербега.
- Тюрьма Спач

## Спорт
Беселидья — футбольный клуб города.

## Известные уроженцы
- Преч Зогай (род. 1957) — албанский писатель, поэт, государственный и политический деятель.